# Fresnes (Loir i Cher)
Fresnes és un municipi francès, situat al departament del Loir i Cher i a la regió de Centre – Vall del Loira. L'any 2007 tenia 981 habitants.

## Demografia

### Població
El 2007 la població de fet de Fresnes era de 981 persones. Hi havia 384 famílies, de les quals 78 eren unipersonals (37 homes vivint sols i 41 dones vivint soles), 155 parelles sense fills, 147 parelles amb fills i 4 famílies monoparentals amb fills.
La població ha evolucionat segons el següent gràfic:
Habitants censats

### Habitatges
El 2007 hi havia 443 habitatges, 390 eren l'habitatge principal de la família, 32 eren segones residències i 22 estaven desocupats. 428 eren cases i 11 eren apartaments. Dels 390 habitatges principals, 350 estaven ocupats pels seus propietaris, 35 estaven llogats i ocupats pels llogaters i 5 estaven cedits a títol gratuït; 2 tenien una cambra, 21 en tenien dues, 54 en tenien tres, 119 en tenien quatre i 193 en tenien cinc o més. 359 habitatges disposaven pel capbaix d'una plaça de pàrquing. A 148 habitatges hi havia un automòbil i a 218 n'hi havia dos o més.

### Piràmide de població
La piràmide de població per edats i sexe el 2009 era:
| Homes | Edats   | Dones |
| ----- | ------- | ----- |
| 0     | 95 o +  | 0     |
| 0     | 90 a 94 | 0     |
| 12    | 85 a 89 | 0     |
| 0     | 80 a 84 | 16    |
| 12    | 75 a 79 | 12    |
| 24    | 70 a 74 | 16    |
| 24    | 65 a 69 | 24    |
| 28    | 60 a 64 | 24    |
| 24    | 55 a 59 | 20    |
| 32    | 50 a 54 | 48    |
| 32    | 45 a 49 | 32    |
| 16    | 40 a 44 | 12    |
| 44    | 35 a 39 | 28    |
| 24    | 30 a 34 | 40    |
| 16    | 25 a 29 | 16    |
| 12    | 20 a 24 | 8     |
| 32    | 15 a 19 | 20    |
| 12    | 10 a 14 | 32    |
| 28    | 5 a 9   | 20    |
| 20    | 0 a 4   | 28    |

## Economia
El 2007 la població en edat de treballar era de 596 persones, 441 eren actives i 155 eren inactives. De les 441 persones actives 409 estaven ocupades (219 homes i 190 dones) i 31 estaven aturades (15 homes i 16 dones). De les 155 persones inactives 65 estaven jubilades, 48 estaven estudiant i 42 estaven classificades com a «altres inactius».

### Ingressos
El 2009 a Fresnes hi havia 409 unitats fiscals que integraven 1.070 persones, la mediana anual d'ingressos fiscals per persona era de 18.514,5 €.

### Activitats econòmiques
Dels 28 establiments que hi havia el 2007, 1 era d'una empresa alimentària, 2 d'empreses de fabricació d'altres productes industrials, 5 d'empreses de construcció, 5 d'empreses de comerç i reparació d'automòbils, 5 d'empreses de transport, 1 d'una empresa d'informació i comunicació, 1 d'una empresa financera, 1 d'una empresa immobiliària, 3 d'empreses de serveis, 3 d'entitats de l'administració pública i 1 d'una empresa classificada com a «altres activitats de serveis».
Dels 6 establiments de servei als particulars que hi havia el 2009, 1 era un taller de reparació d'automòbils i de material agrícola, 1 autoescola, 1 guixaire pintor, 1 fusteria i 2 lampisteries.
Dels 2 establiments comercials que hi havia el 2009, 1 era una botiga de menys de 120 m² i 1 una llibreria.
L'any 2000 a Fresnes hi havia 29 explotacions agrícoles que ocupaven un total de 520 hectàrees.

## Equipaments sanitaris i escolars
El 2009 hi havia una escola elemental.

## Poblacions properes
El següent diagrama mostra les poblacions més properes.